# أبوسوم قزم قصير الذيل
أبوسوم قزم قصير الذيل (الاسم العلمي:Monodelphis kunsi)، هو نوع من الأبوسوم يتواجد في الأرجنتين وبوليفيا والبرازيل وباراغواي.